# Gymnogaster boletoides
Gymnogaster là một chi nấm trong họ Agaricaceae. Đây là chi đơn loài, chứa một loài Gymnogaster boletoides.